# Damir Mirković
Damir Mirković, né le 6 janvier 1977, à Sarajevo, en république fédérative socialiste de Yougoslavie, est un ancien joueur de basket-ball bosnien. Il évolue durant sa carrière au poste de meneur.